# Авторник
«Авто́рник» — литературный клуб, действовавший в Москве с ноября 1996 по февраль 2006 г., и выпускавшийся этим клубом ежеквартальный альманах.
Клуб открылся 19 ноября 1996 года совместным выступлением поэтов Тимура Кибирова и Дмитрия Воденникова. Название клуба было взято из стихотворения Иннокентия Анненского «Нервы», в котором воспроизводится случайный уличный диалог: «— А день какой? — Авторник!»; по мысли организаторов клуба, это название должно было указывать не только на то, что встречи клуба проходят по вторникам, но и на то, что собираются в клубе, прежде всего, авторы.
Как писала газета «Культура»,

Сюда приходят, в основном, поэты и прозаики в возрасте примерно до 35 лет. <…> Все они отличаются отменной эрудицией, чувствуют себя как дома среди различных эпох, авторов и литературных стилей и склонны к интеллектуальным изыскам.

Уже в первый сезон работы клуба, однако, наряду с авторами этого литературного поколения — такими, как Станислав Львовский, Линор Горалик, Данила Давыдов, Алексей Цветков-младший, — в «Авторнике» выступили Генрих Сапгир, Сергей Гандлевский, Вера Павлова, Дмитрий Быков. В 2001 году в клубе впервые после 40-летнего перерыва выступил с чтением своих стихов Станислав Красовицкий — отмечая уникальность этого события, Михаил Айзенберг особо подчеркнул, что выдающегося автора давних времён пригласили для выступления «литераторы из молодых, последнего призыва».
Особенностью клуба были различные экспериментальные формы и жанры литературных вечеров: чтения «Антифон», в ходе которых два автора выступали по очереди, по одному или по несколько текстов каждый, «Альтруистические чтения», в которых известные писатели читали чужие сочинения, очерчивая круг своих интересов и предпочтений, чтения «И другие работы», в рамках которых поэты наряду со стихами озвучивали собственные тексты, не имеющие к литературе никакого отношения (газетные статьи, философские трактаты и т. д.). Некоторые из этих форматов в дальнейшем стали привычной чертой московской литературной жизни. Критика отметила также ряд отдельных акций, проведённых в клубе: круглый стол «Структура современного литературного пространства и перспективы её изменения», театрализованный Суд над журналом поэзии «Арион», литературная акция «Поэты в поддержку президента Клинтона», в ходе которой поэтессы читали стихи о любви, после чего снимали с себя какой-либо предмет одежды и бросали в установленную на сцене стиральную машину (в знак протеста против поведения Моники Левински, нестиранное платье которой послужило уликой при попытке импичмента Клинтону). Писатель Леонид Костюков назвал «Авторник» «образцовым литературным клубом, в котором присутствует верный пафос».
В 2000—2004 гг. выходил ежеквартальный альманах «Авторник»; откликаясь на первый из них, Евгений Лесин особо отметил как открытие альманаха поэзию Вадима Калинина. Каждый год три выпуска составлялись из произведений авторов, выступающих в клубе, а четвёртый представлял собой авторскую книгу, изданную по итогам одного из вечеров прошедшего сезона, признанного лучшим в ходе голосования членов клуба; таким образом были изданы повесть Сергея Соколовского «Фэст фуд», книга стихов Кирилла Медведева «Вторжение» и парный сборник поэтов Александра Левина и Владимира Строчкова «Перекличка». Всего вышло 15 выпусков альманаха.
В сентябре и декабре 2013 года в Москве прошли литературные чтения, посвящённые клубу «Авторник»: выступали поэты, прежде выступавшие в «Авторнике», а молодые авторы воспроизводили традиционные для клуба формы презентации текста.